# Caesar Augustus Rodney
Caesar Augustus Rodney (4 de enero de 1772 - 10 de junio de 1824) fue un abogado y político de Wilmington, en el Condado de New Castle, Delaware. Miembro del Partido demócrata-republicano, sirvió como miembro de la Asamblea General de Delaware, representante y senador de Delaware, fiscal general de los Estados Unidos y ministro de los Estados Unidos en Argentina.

## Primeros años y familia
Rodney nació en Dover en la Colonia de Delaware. Era sobrino de Caesar Rodney, un firmante de la Declaración de Independencia. Después de graduarse de la Universidad de Pensilvania en 1789, estudió el derecho con Joseph B. McKean en Filadelpfia y fue admitido a la abogacía en 1793. Ejerció en Wilmington y New Castle por los próximos tres años. Rodney se casó con Susan Hunn y su casa estaba en Wilmington.

## Carrera profesional y política
Rodney sirvió seis términos como representante en la Asamblea General. Allí sería un líder del partido jeffersoniano, ahora conocido como el Partido demócrata-republicano. Animado por Jefferson a presentarse como candidato contra el representante federalista James A. Bayard, Rodney ganó su campaña por 15 votos. Mientras sirviendo en la Cámara de Representantes, sirvió como miembro del Comité de Medios y Arbitrios, y ganó una reputació como un dirigente del proceso de destitución contra John Pickering, juez de la corte de distrito de los Estados Unidos para Nuevo Hampshire. Pickering era acusado de conducta inapropiada para un juez, y su absolución ayudó a fortalecer el poder judicial del país. Rodney también guio el proceso de destitución contra Samuel Chase, juez asociado de la Corte Suprema de los Estados Unidos.
Después de servir un término en la Cámara de Representantes, fue derrotado en 1804 por Bayard. Los dos hombres, aunque oponentes políticos, quedaron amigos durante sus carreras políticas.
Aunque Rodney pasó la mayoría de su carrera legal en el servicio público, tomó al menos un caso notable antes de ser nombrado fiscal general. En 1806, apareció ante la Corte del alcalde de Filadelfia para defender a los zapateros de Filadelfia contra una acusación de conspiración. Rodney no logró absolución para los obreros.

## Fiscal general

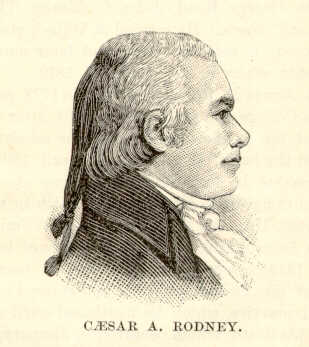

El 20 de enero de 1807, el presidente Thomas Jefferson nombró a Rodney su fiscal general. Sirvió como fiscal general por el resto del término de Jefferson y por tres años durante la administración de James Madison. Como fiscal general, Rodney participó como miembro de la prosecución durante el segundo juicio para traición del exvicepresidente Aaron Burr. Rodney renunció el 5 de diciembre de 1811, disgustado porque no recibió un nombramiento a la Corte Suprema de los Estados Unidos. Durante la Guerra anglo-estadounidense de 1812, fue capitán de un cuerpo que sirvió en Fort Union en Wilmington, en la frontera canadiense, y en la defensa de Baltimore en 1814.

## Vida posterior
Rodney volvió a la política, sirviendo en el Senado de Delaware por tres sesiones desde 1815 hasta 1817. En 1820 fue elegido otra vez a la Cámara de Representantes, sirviendo desde el 4 de marzo de 1821 hasta el 24 de enero de 1822, cuando renunció después de ser elegido al Senado. Sirvió sólo un año allí, entonces aceptando un nombramiento diplomático. Rodney fue el único senador demócrata-republicano en toda su historia.
Junto con John Graham y Theodorick Bland, Rodney fue elegido por el presidente James Monroe en 1817 para una misión diplomática especial en América del Sur. Rodney guio la comisión para investigar si los Estados Unidos deberían reconocer las nuevas repúblicas sudamericanas. Promovió su reconocimiento, y con Graham publicó sus hallazgos en un informe en 1819. Este informe contribuyó a la política que sería llamada la Doctrina Monroe. También resultó en el nombramiento de Rodney como el ministro plenipotenciario en las Provincias Unidas del Río de la Plata. Permaneció en este cargo hasta su muerte.
Rodney falleció el 10 de junio de 1824 en Buenos Aires, y fue enterrado allí en el Cementerio Británico. Más tarde sus restos serían trasladados a la Catedral anglicana de San Juan en Buenos Aires.

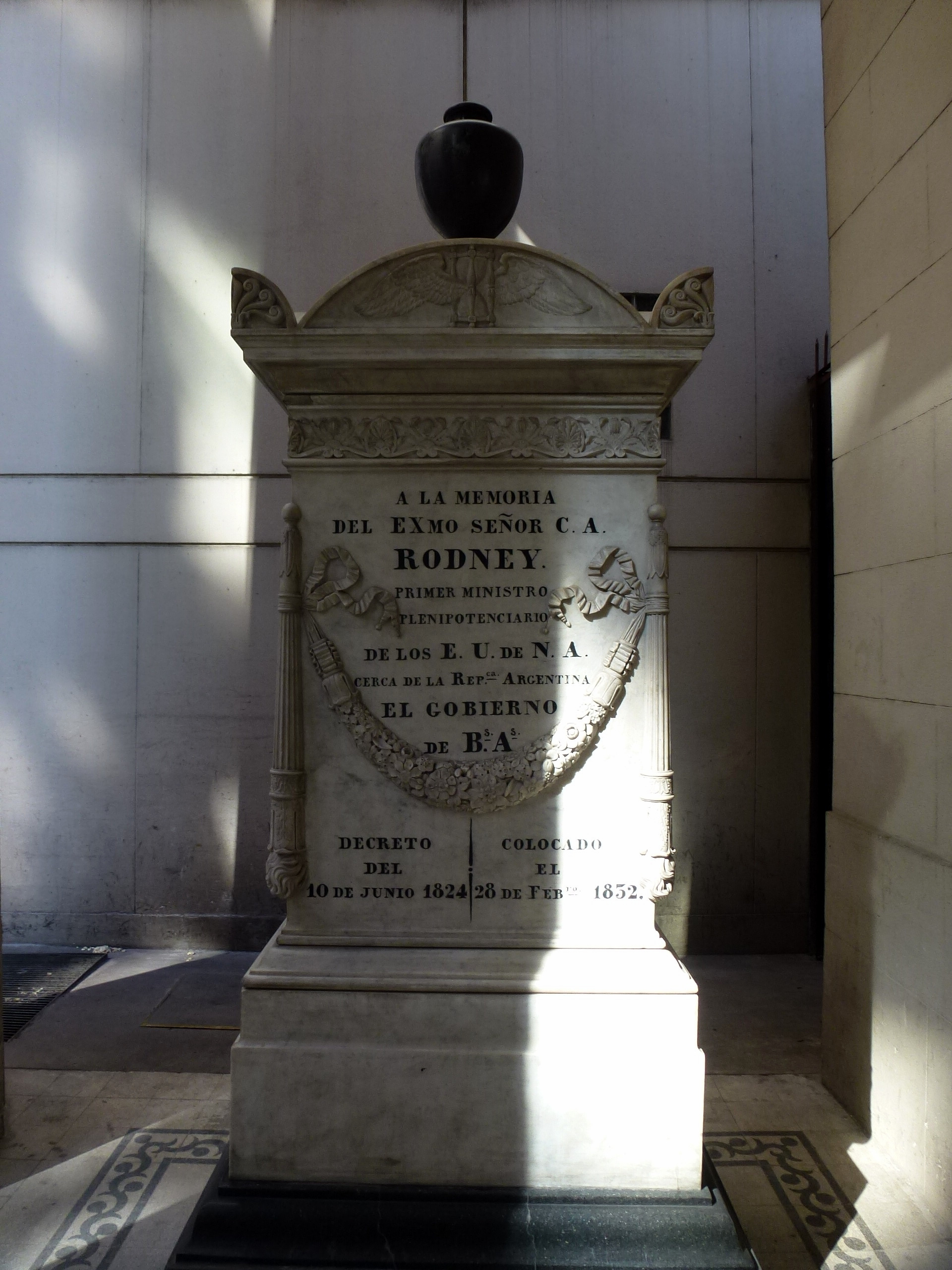
La cripta de Caesar A. Rodney en la Catedral anglicana de San Juan Batista en Buenos Aires.

Una calle en el barrio de Chacarita de la Ciudad de Buenos Aires lleva su nombre.